# Gianni di Parigi
Gianni di Parigi è un melodramma in due atti di Gaetano Donizetti (1839) su libretto di Felice Romani, utilizzato in precedenza da Francesco Morlacchi (1818) per un'opera riportante il medesimo titolo. Esso era tratto da Jean de Paris, un'opera di François-Adrien Boieldieu (1812) su libretto di Claude Godard d'Aucourt de Saint-Just.

## Storia delle rappresentazioni
La prima venne data il 10 settembre 1839 al Teatro alla Scala di Milano. Seguirono poi repliche nel 1846 al Teatro San Carlo di Napoli, ma poi non fu più rappresentata fino al 1988, quando venne messa in scena a Bergamo diretta da Carlo Felice Cillario con Luciana Serra e Angelo Romero. 
Una nuova produzione del 2010 al Festival della Valle d'Itria a Martina Franca venne poi riproposta dal Wexford Festival Opera nell'ottobre 2011.

## Trama
Luogo: Provenza
Epoca: XIV secolo
Atto I: La Principessa di Navarra si sta recando in Francia, dove alloggerà presso la rinomata locanda di Pedrigo prima di sposarsi con il figlio del Re Filippo di Valois. Quando vi giunge, scopre che tutto ciò che aveva prenotato è stato pagato il doppio dal facoltoso parigino Gianni. La Principessa, stupendo tutti ed in particolare il suo tutore, accetta il fatto di buon grado poiché riconosce in Gianni il futuro sposo.
Atto II: La Principessa e il Siniscalco sono stati invitati a pranzo nel giardino della locanda da parte di Gianni. Dopo aver mangiato, la nobildonna si ritira nel suo appartamento, dove incontra segretamente Gianni: durante l'incontro si conoscono e si innamorano. Al termine dell'opera Gianni e la Principessa partono per Parigi dove si sposeranno.

## Struttura musicale
- Sinfonia

### Atto I
- N. 1 - Introduzione Su, sbrighiamoci, spazziamo (Coro, Lorezza, Pedrigo, Oliviero)
- N. 2 - Coro e Cavatina di Gianni Il desinar preparasi - Questo albergo, o locandiere (Coro, Gianni, Pedrigo)
- N. 3 - Terzetto fra il Siniscalco, Pedrigo e Gianni Venga ciascun qual fulmine
- N. 4 - Coro e Cavatina della Principessa All'illustre principessa - Bel piacere è il viaggiar (Coro, Principessa)
- N. 5 - Finale I Ho davvero un bel farmi coraggio (Pedrigo, Lorezza, Siniscalco, Principessa, Coro, Oliviero, Gianni)

### Atto II
- N. 6 - Duetto fra Pedrigo ed il Siniscalco Eccellenza... se sapesse...
- N. 7 - Coro ed Sestetto La Dea della festa si canti e si onori - Sì, mio ben, tu mia sarai (Coro, Gianni, Principessa, Siniscalco, Pedrigo, Oliviero, Lorezza)
- N. 8 - Duetto fra Gianni e la Principessa Questo mortal beato
- N. 9 - Coro ed Aria Finale della Principessa Si canti il piacer - Fausto sempre splenda il sole (Coro, Principessa, Gianni, Pedrigo, Siniscalco, Lorezza, Oliviero)

## Personaggi e interpreti
| Ruolo                                            | Tipologia vocale | Compagnia di canto della prima, 10 settembre 1839 (Direttore d'orchestra: - ) |
| ------------------------------------------------ | ---------------- | ----------------------------------------------------------------------------- |
| Principessa di Navarra                           | soprano          | Antonietta Marini-Rainieri                                                    |
| Il gran siniscalco,                              | basso            | Ignazio Marini                                                                |
| Gianni di Parigi                                 | tenore           | Lorenzo Salvi                                                                 |
| Pedrigo                                          | basso            | Agostino Rovere                                                               |
| Lorezza, sua figlia                              | mezzosoprano     | Marietta Sacchi                                                               |
| Oliviero, un paggio                              | contralto        | Felicita Baillou-Hillaret                                                     |
| Seguito della principessa e di Gianni, camerieri |                  |                                                                               |

## Discografia parziale
| Anno | Cast (La Principessa di Navarra, Il Gran Siniscalco, Gianni di Parigi, Pedrigo) | Direttore, Teatro e Orchestra | Etichetta                          |
| ---- | ------------------------------------------------------------------------------- | --- | ---------------------------------- |
| 1988 | Luciana Serra, Angelo Romero, Giuseppe Morino, Enrico Fissore                   | Carlo Felice Cillario, Italian Radio Symphony Orchestra and Chorus (Registrato al Donizetti Festival di Bergamo il 18, 20, 22, 25 settembre) | Audio CD: Nuova Era Cat: 6752-6753 |